# بالگردگاه کروز ممریال
بالگردگاه کروز ممریال (به انگلیسی: Cruse Memorial Heliport) یک فرودگاه خصوصی است . این فرودگاه در شهر ریداسپرت، اورگن کشور ایالات متحده آمریکا قرار دارد و در ارتفاع ۴۸ متری از سطح دریا واقع شده‌است.